# کاوابا، گونما
کاوابا، گونما (به لاتین: Kawaba, Gunma) یک منطقهٔ مسکونی در ژاپن است که در استان گونما واقع شده‌است. کاوابا ۸۵٫۲۵ کیلومتر مربع مساحت و ۳٬۶۸۷ نفر جمعیت دارد.